# Monti dell'Alto Aterno
I monti dell'Alto Aterno sono un sottogruppo montuoso dell'Appennino abruzzese, localizzato nell'Alto Aterno, al margine settentrionale della provincia dell'Aquila, in Abruzzo, costituendo una sottodorsale dei Monti della Laga sul versante aquilano.

## Descrizione

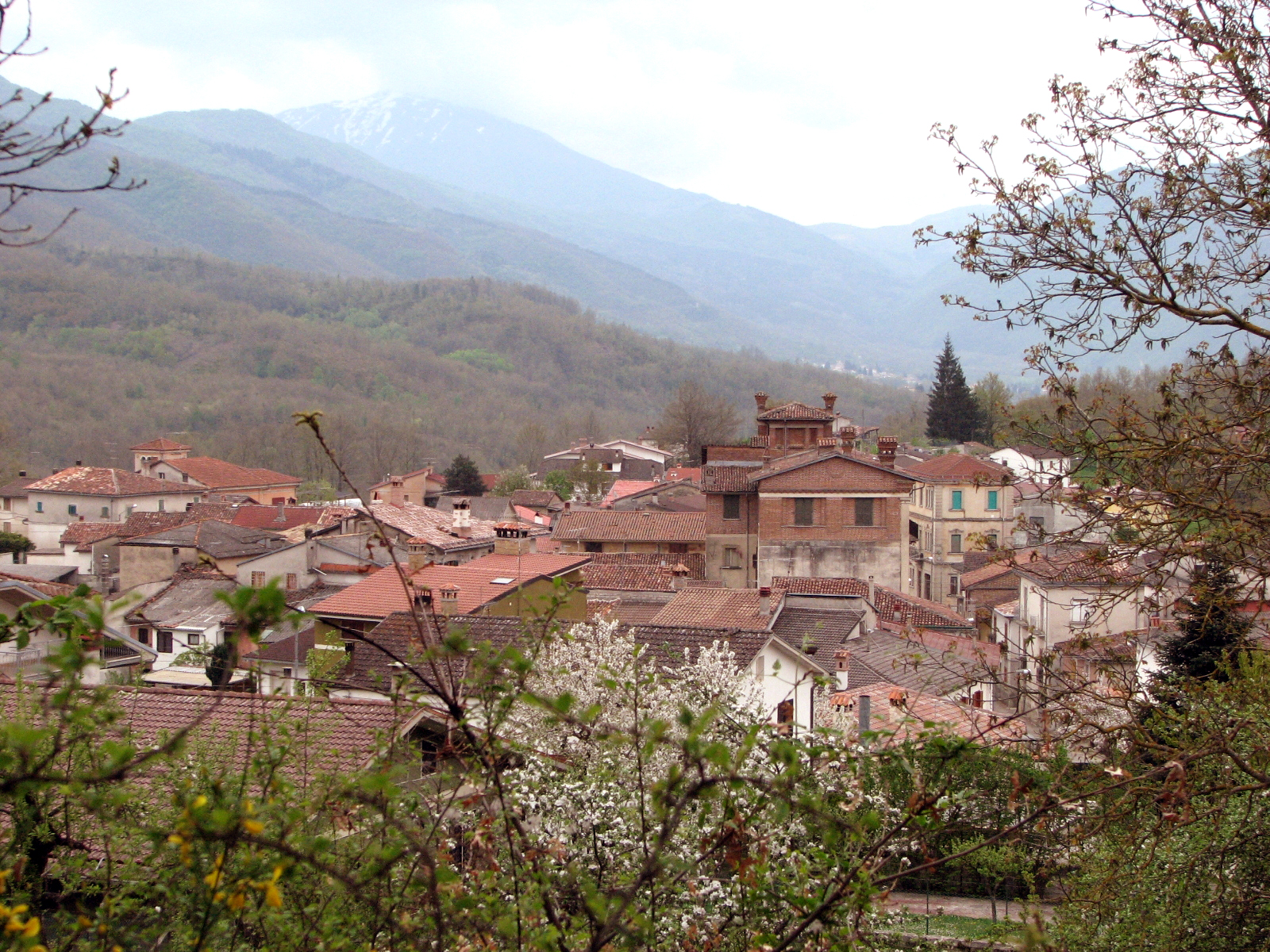
Il Monte San Franco sullo sfondo da Aringo

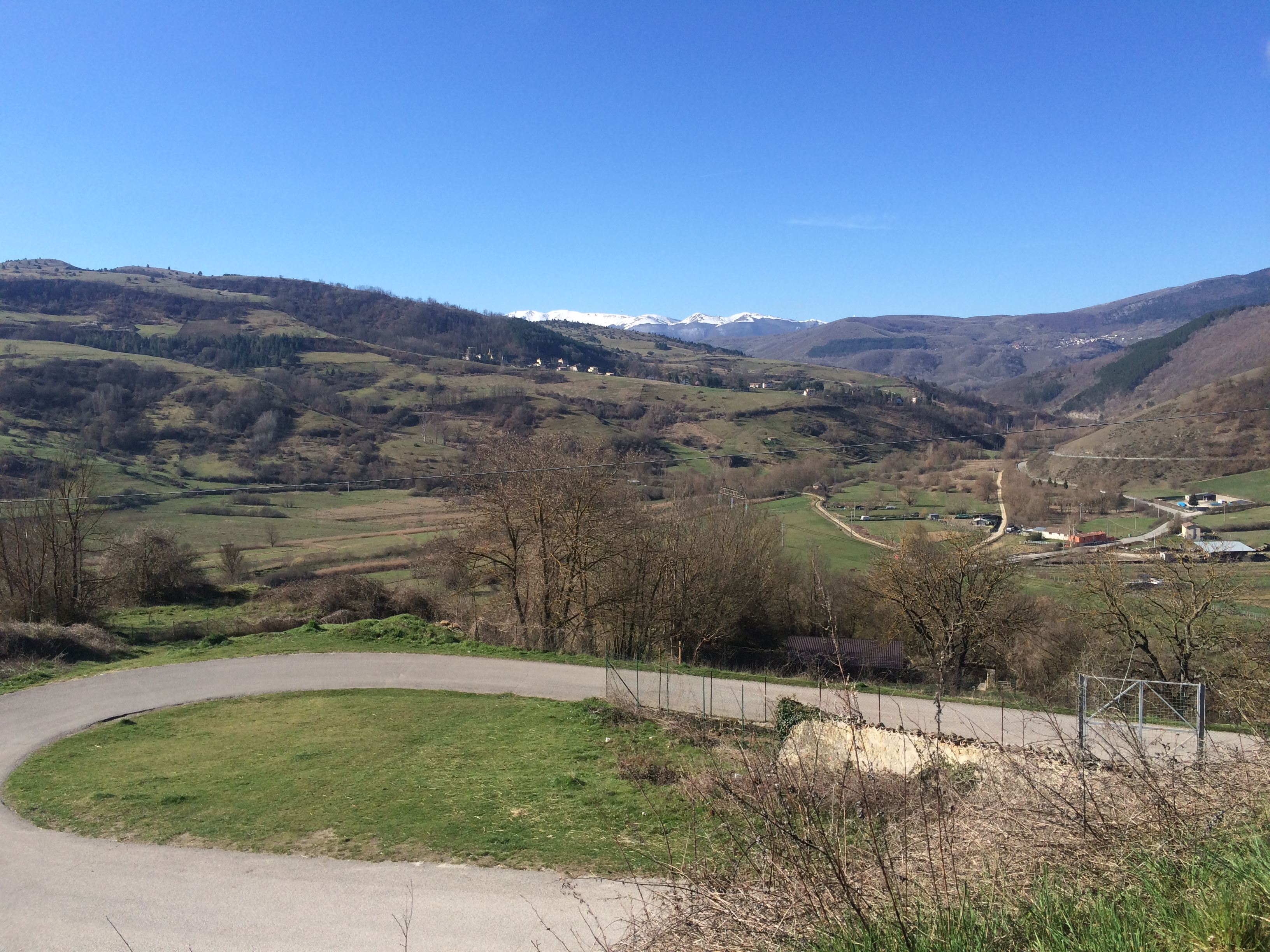
Panorama della conca del monterealese

### Geomorfologia
Si sviluppano da nord-ovest a sud-est, parallelamente alle altre dorsali appenniniche, nell'alta valle del fiume Aterno che qui ha le sue sorgenti. Ricadono nei comuni di Montereale, Capitignano, Campotosto, Cagnano Amiterno, Barete e Pizzoli toccando anche in parte il territorio dell'Aquila
Confinano a nord-est con i Monti della Laga, a est con il Gran Sasso d'Italia, a sud-est con la conca aquilana e la media valle dell'Aterno, a sud-ovest con l'altopiano di Cascina e i gruppi montuosi di Monte Calvo e di Monte Giano, a ovest con i Monti Reatini e a nord con l'alta valle del Tronto. Raggiungono il punto più alto con il monte Civitella (1.603 m s.l.m.), situato sopra l'abitato di Sivignano; poco più a nord del Civitella, in corrispondenza di Capo Cancelli (1.398 m s.l.m.) e nei pressi di Aringo, sono localizzate le sorgenti dell'Aterno, il principale fiume d'Abruzzo. Altre cime rilevanti sono il monte Gabbia (1.497 m), il monte Mozzano (1.493 m), il monte Marine (1.465 m), il monte Castiglione (1.317 m) e il monte Verrico (1.309 m).

### Orografia
- Monte Civitella 1.603 m
- Monte Gabbia 1.497 m
- Monte Mozzano 1.493 m
- Monte Marine 1.465 m
- Monte Castiglione 1.317 m
- Monte Verrico 1.309 m

### Ambiente
Attraversati dal corso del fiume Aterno e lambiti nel fondovalle dalla strada statale 260 Picente, alternano frequentemente zone di pascolo per bestiame a folte zone boscose di faggio e castagno molto popolate da cinghiali. Buona parte della dorsale rientra nel parco nazionale del Gran Sasso e Monti della Laga.